# Jean-Claude Durand (athlétisme)
Pour les articles homonymes, voir Jean-Claude Durand et Durand.
Jean-Claude Durand (né le 1er mai 1938 à Sotteville-lès-Rouen et mort le 6 décembre 2005 à Bréhal) est un athlète français, spécialiste du 800 mètres.

## Biographie
Il remporte le titre du 800 m des championnats de France 1957, à Colombes.
Il est l'actuel codétenteur du Record de France du relais 4 × 800 mètres en salle avec Maurice Lurot, Gérard Vervoort et Michel Samper  avec le temps de 7 min 25 s 8 (Stuttgart 14 février 1964).

### Palmarès
- Championnats de France d'athlétisme :
  - vainqueur du 800 m en 1957

### Records
| Épreuve | Performance  | Lieu | Date |
| ------- | ------------ | ---- | ---- |
| 800 m   | 1 min 49 s 2 |      | 1963 |

## Sources
- Docathlé2003, Fédération française d'athlétisme, 2003, p.469